# Овельгённе
Овельгённе (нем. Ovelgönne) — община в Германии, в земле Нижняя Саксония.
Входит в состав района Везермарш. Население составляет 5552 человека (на 31 декабря 2010 года). Занимает площадь 123,81 км².
Коммуна подразделяется на 4 сельских округа.
| Год  | Население |
| ---- | --------- |
| 1990 | 5000      |
| 1995 | 5623      |
| 2000 | 5703      |
| 2005 | 5775      |
| 2010 | 5560      |